# Porphyrinia nuda
Porphyrinia nuda är en fjärilsart som beskrevs av Hugo Theodor Christoph 1862. Porphyrinia nuda ingår i släktet Porphyrinia och familjen nattflyn. Inga underarter finns listade i Catalogue of Life.